# Bhagwanpur
Bhagwanpur es una ciudad censal situada en el distrito de Haridwar,  en el estado de Uttarakhand (India). Su población es de 7573 habitantes (2011). Se encuentra a 57 km de Dehradun, la capital del estado.

## Demografía
Según el censo de 2011 la población de Bhagwanpur era de 7573 habitantes, de los cuales 3961 eran hombres y 3612 eran mujeres. Bhagwanpur tiene una tasa media de alfabetización del 81,22%, superior a la media estatal del 78,82%: la alfabetización masculina es del 86,48%, y la alfabetización femenina del 75,50%.